# 南太平洋 (紀錄片)
《南太平洋》為英國廣播公司所製作的自然紀錄片，由製片人Huw Cordey所製作，於2009年5月10日至6月14日在英國廣播公司第二台播出，共6集。
香港電視廣播有限公司於2010年獲得該節目的香港電視播映權，並於香港時間2010年12月7日起，逢星期二21:30至22:30於無綫電視明珠台播出，並於晚上10時35分播出製作特輯《南太平洋日誌》（South Pacific Diaries）。高清翡翠台於2011年12月4日起逢星期日晚7時播出。
中央电视台纪录频道曾经播出此片。

## 各集內容
- 第1集：Ocean of Islands
- 第2集：Castaways
- 第3集：Endless Blue
- 第4集：Ocean of Volcanoes
- 第5集：Strange Islands
- 第6集：Fragile Paradise

## 外部連結
- 英國廣播公司《南太平洋》節目網頁 （页面存档备份，存于）
- 互联网电影数据库（IMDb）上《南太平洋》的资料（英文）
- 香港無綫電視《南太平洋》節目網頁